# 덕진공원
덕진공원(德津公園)은 전북특별자치도 전주시 덕진구 권삼득로 390에 위치한 공원이며, 대표적 연꽃 군락지이다. 시민공원이라고도 한다.

## 개요
고려시대에 형성된 자연호수가 1978년 4월 시민공원결정고시에 의거하여 도시공원으로 조성되었다. 대대적인 정비공사를 통하여 1998년부터 재개장하였으며 2015년부터 2024년까지 10년 사업으로 덕진공원 리모델링 사업을 하고 있다. 이 일환으로 2022년 6월에는 노후화가 심한 연화정을 재건축하여 연화정도서관을 개관하였다.

## 시설

### 연화교
1980년에 준공된 철제 구조물인 연화교는 2015년 정밀안전검사에서 D등급 판정을 받았고, 2020년 12월 총사업비 60억 원을 들인 재가설 공사를 완료하였다.

### 연화정도서관

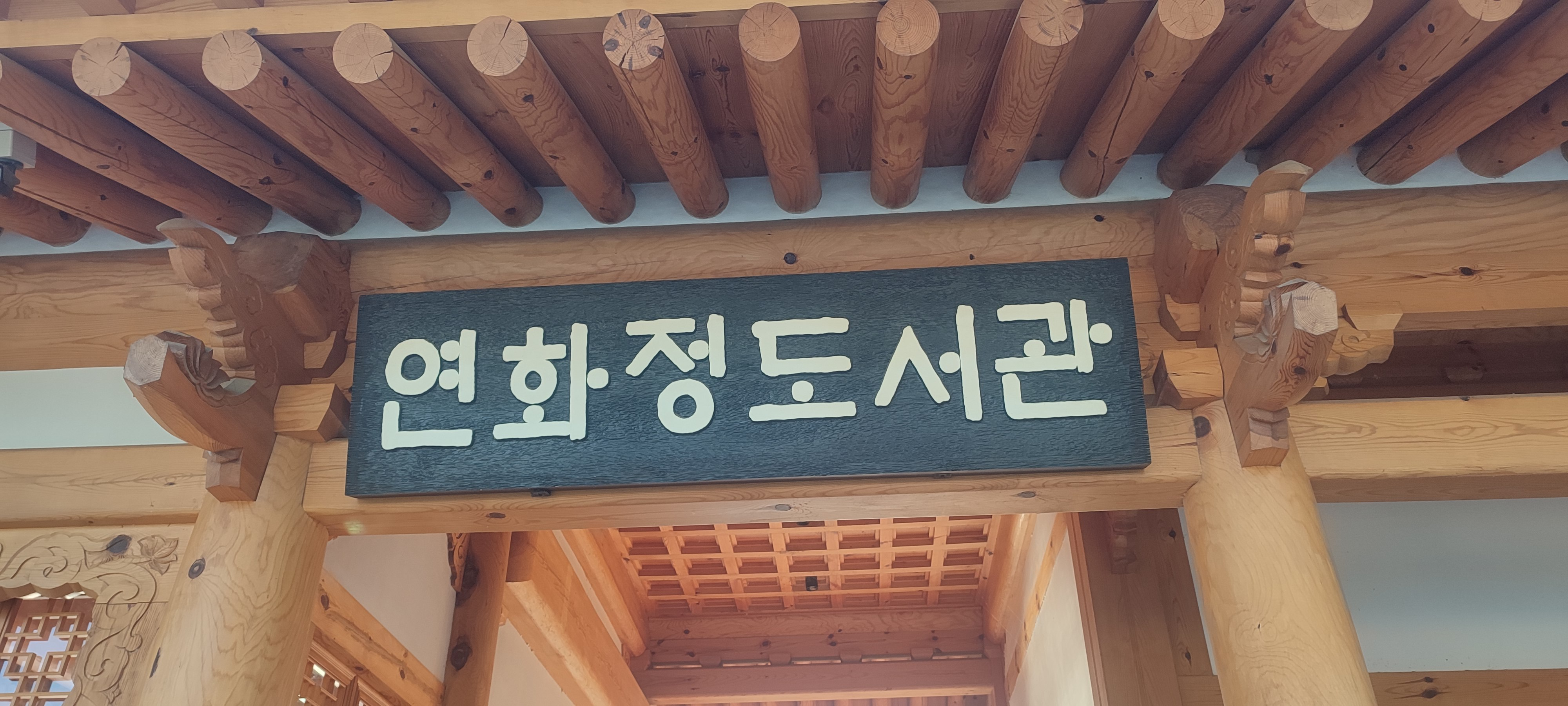
연화정도서관 현판

연화정은 2022년 6월 2일 한옥 형태의 도서관으로 재건축하여 개관하였다. 연못 중앙부의 섬을 넓혀서, 면적 393㎡ 규모로 도서관인 연화당과 쉼터 역할을 하는 연화루로 꾸몄다.